# Andreas Tews
Andreas Tews (Rostock, RDA, 11 de septiembre de 1968) es un deportista alemán que compitió para la RDA en boxeo.
Participó en dos Juegos Olímpicos de Verano, obteniendo dos medallas, bronce en Seúl 1988 (peso mosca) y oro en Barcelona 1992 (peso pluma). Ganó dos medallas en el Campeonato Europeo de Boxeo Aficionado, oro en 1987 y bronce en 1991.

## Palmarés internacional
| Representando a la RDA   |                      |                   |           |
| Juegos Olímpicos         |                      |                   |           |
| Año                      | Lugar                | Medalla           | Categoría |
| 1988                     | Seúl (Corea del Sur) | Medalla de plata  | 51 kg     |
| Campeonato Europeo       |                      |                   |           |
| Año                      | Lugar                | Medalla           | Categoría |
| 1987                     | Turín (Italia)       | Medalla de oro    | 51 kg     |
| Representando a Alemania |                      |                   |           |
| Juegos Olímpicos         |                      |                   |           |
| Año                      | Lugar                | Medalla           | Categoría |
| 1992                     | Barcelona (España)   | Medalla de oro    | 57 kg     |
| Campeonato Europeo       |                      |                   |           |
| Año                      | Lugar                | Medalla           | Categoría |
| 1991                     | Gotemburgo (Suecia)  | Medalla de bronce | 54 kg     |